# Daizō Okitsu
Daizō Okitsu (興津 大三?, Okitsu Daizō; Prefettura di Hyōgo, 15 giugno 1974) è un ex calciatore giapponese, di ruolo centrocampista.